# مهدی گوزویی
مهدی گوزویی (انگلیسی: Mehdy Guezoui؛ زادهٔ ۳۰ مارس ۱۹۸۹) بازیکن فوتبال اهل فرانسه است.
از باشگاه‌هایی که در آن بازی کرده‌است می‌توان به باشگاه فوتبال والنسین اشاره کرد.